# Asesinato de Leigh Leigh
Leigh Rennea Mears (Australia, 24 de julio de 1975 - Stockton Beach, Nueva Gales del Sur; 3 de noviembre de 1989) fue una joven australiana que fue asesinada en noviembre de 1989, mientras asistía a la fiesta de cumpleaños de un chico de 16 años en Stockton Beach, ubicada en Nueva Gales del Sur, en la costa este de Australia. Leigh, entonces de 14 años, fue agredida por un grupo de chicos después de que regresara angustiada de un encuentro sexual en la playa que un juez revisor calificó posteriormente de no consentido. Tras recibir patadas y escupitajos del grupo, Leigh abandonó la fiesta. A la mañana siguiente encontraron su cuerpo desnudo en las dunas cercanas, con graves lesiones genitales y el cráneo aplastado.
Matthew Grant Webster, un joven de 18 años que actuaba como portero en el evento, se declaró culpable de su asesinato y fue condenado a 20 años de prisión con un periodo de 14 años sin libertad condicional. Salió en libertad condicional en junio de 2004, tras cumplir 14 años y medio. Guy Charles Wilson, el otro portero y única persona mayor de 18 años en la fiesta, se declaró culpable de agresión; un tercer varón (de 15 años) se declaró culpable de mantener relaciones sexuales con una menor. Sin embargo, la investigación del asesinato de Leigh resultó controvertida, ya que varias personas que admitieron haber cometido diversos delitos, incluida la agresión a Leigh, nunca fueron acusadas; tampoco se acusó a nadie de su agresión sexual. La confesión de Webster no coincidía con las pruebas forenses. La investigación del asesinato fue revisada por la Comisión del Crimen de Nueva Gales del Sur en 1996 y por la Comisión de Integridad Policial en 1998, y esta última recomendó el despido del detective encargado de la investigación.
El asesinato de Leigh recibió una atención considerable en los medios de comunicación. La atención mediática se centró inicialmente en la agresión sexual y el asesinato, pero posteriormente se centró más en la falta de supervisión parental y en las drogas y el alcohol de la fiesta, así como en la sexualidad de Leigh. La cobertura mediática del asesinato se ha citado como ejemplo de culpabilización de la víctima.

## Antecedentes
Leigh Leigh, nacida Leigh Rennea Mears el 24 de julio de 1975, era hija de Robyn Lynne Maunsell y Robert William Mears. Su abuela decía que Leigh vivió con ella entre los cuatro y los siete años, aunque no reveló las razones de esta convivencia. Los padres de la joven se habían divorciado cuando ella tenía unos siete años. Volvió a vivir con su madre después de que naciera su hermana Jessie en 1983; posteriormente se cambió el apellido a Leigh, ya que era el apellido del padre de su hermana. En el momento de su muerte vivía con su hermana, su madre y su padrastro Brad Shearman en Fullerton Road, Fern Bay, tras haberse trasladado allí nueve meses antes desde un piso de la comisión de vivienda cerca de la terminal de ferry de Stockton. 
Cursaba el octavo curso en el instituto de Newcastle y, según su abuela, disfrutaba en la escuela. Había asistido sucesivamente a tres escuelas primarias: St Patrick's en Swansea, Hamilton North Public School y St Peter's en Stockton. Leigh pasaba la mayor parte de los fines de semana y las vacaciones escolares con su abuela en su casa de Kilaben Bay. Su prima y mejor amiga, Tracey, declaró que a ella y a Leigh les gustaba ir al cine juntas, así como patinar y "pasar el rato". Según su tía, Leigh quería ser veterinaria. Tanto la madre de Leigh como su abuela la describieron como la "típica adolescente".

## Noche del asesinato

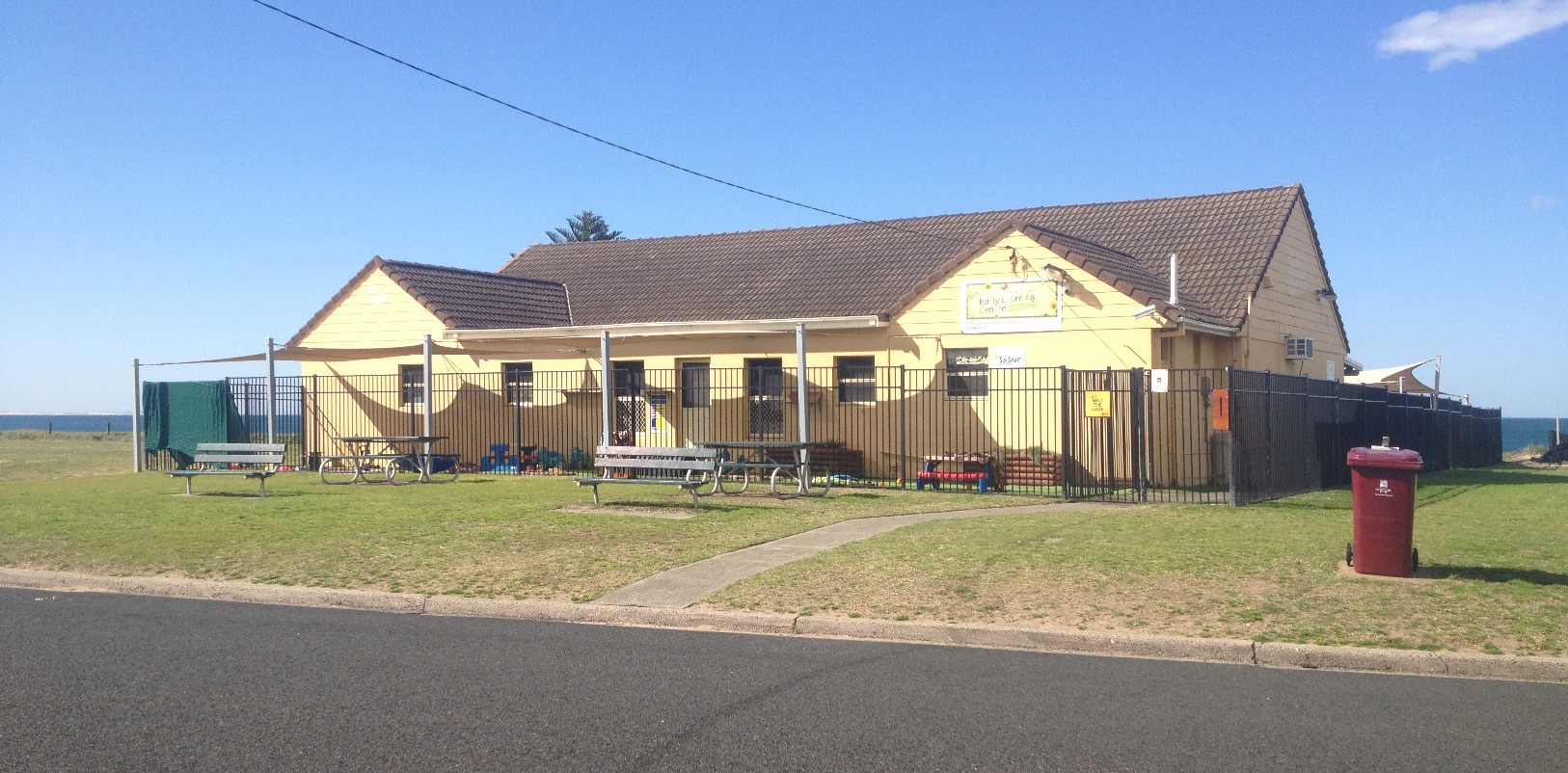
El edificio donde se celebró la fiesta, fotografiado en 2014. Tras el asesinato, quedó en desuso antes de convertirse en una guardería a mediados de la década de 1990. Fue demolido en 2019.

La fiesta del decimosexto cumpleaños de Jason Robertson, estudiante del Newcastle High School, se celebró el 3 de noviembre de 1989 en el North Stockton Surf Club, un edificio abandonado del que el Stockton Lions Club se había hecho cargo cuatro años antes, alquilándolo para diversos actos. La policía estimó que habían asistido a la fiesta unas 60 personas, aunque en los medios de comunicación se llegó a hablar de un centenar. La mayoría de los asistentes eran estudiantes de décimo curso del instituto de Newcastle, aunque dos niños de 10 años fueron vistos en la fiesta en un momento dado. Muchos estaban bebiendo alcohol y fumando marihuana, y algunos estaban teniendo relaciones sexuales.
Leigh, de catorce años, tenía una invitación por escrito para asistir a la fiesta y permiso de su madre para quedarse allí hasta las once de la noche. Se había asegurado a la madre de Leigh que habría adultos responsables presentes en la fiesta; Matthew Webster y Guy Wilson, que actuaban como porteros, eran las únicas personas mayores de 18 años en la fiesta; se dijo que Leigh estaba muy emocionada, ya que era la primera fiesta de adolescentes a la que asistía. Según los informes de testigos de la policía, Leigh era una de varias chicas menores de edad que fueron invitadas a la fiesta con el propósito de emborracharlas y tener relaciones sexuales con ellas. Según un informe de la policía, Webster se acercó a otra persona en la fiesta y le dijo: "Oye tío, vamos a emborrachar a Leigh y a pasar todos por ella". Leigh también fue una de los varios menores de edad para los que un adulto compró alcohol antes de la fiesta; a ella y a su amiga les dieron una botella de whisky Jim Beam, que luego mezclaron con Coca-Cola. Según los informes, se intoxicó gravemente con gran rapidez. Se cita a un chico de 15 años, que por motivos legales no podía ser nombrado y al que la documentación oficial se refería como "NC1", que dijo: "Voy a ir a follarme a [Leigh]". Poco después, Leigh fue a la playa con "NC1"; los testigos declararon que Leigh estaba tan intoxicado que "casi tuvo que cargar con ella".

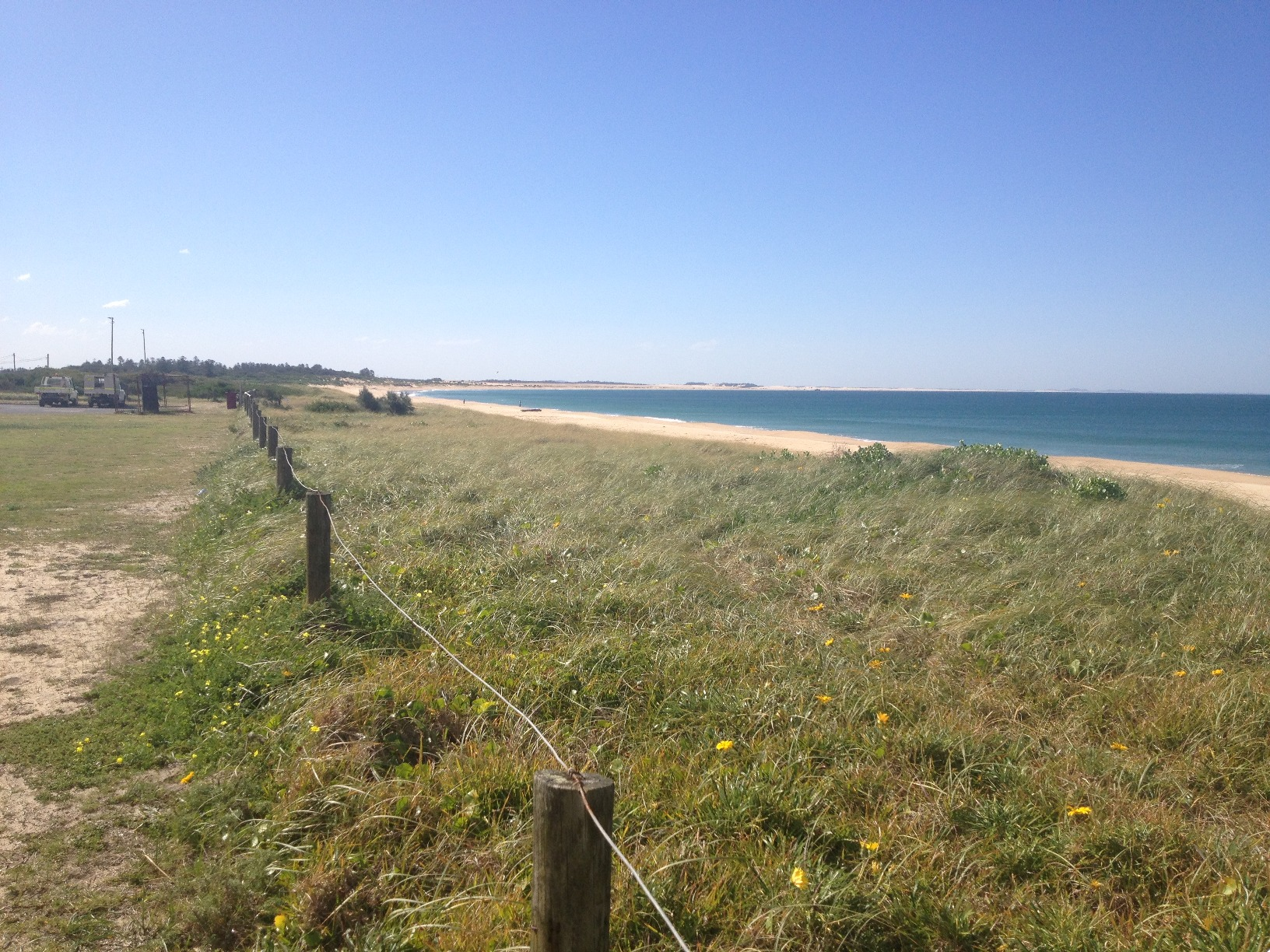
La playa de Stockton vista desde el club de surf hacia el norte, la dirección que tomó Leigh tras salir de la fiesta.

Cuando Leigh volvió de la playa, sangraba entre las piernas, estaba angustiada, lloraba y pedía ayuda. Algunas personas presentes en la fiesta informaron de que intentaron consolar a Leigh y averiguar qué le había ocurrido; Leigh "afirmó que había sido violada", respondiendo "[NC1] me folló". y "le odio"; Tras presenciar las quejas de Leigh, se cita a Webster diciendo a un grupo de chicos "es un poco zorra y por qué no lo intentamos entre todos". Guy Wilson, de 19 años, se acercó a Leigh, la abrazó y le pidió sexo. Wilson empujó a Leigh al suelo cuando se negó, y se le unieron Webster y otros diez chicos que rodearon a Leigh. Le gritaron improperios, la patearon, le echaron cerveza encima y le escupieron cerveza y saliva. Varias personas presenciaron la agresión, pero nadie acudió a ayudarla ni intentó ponerse en contacto con la policía, sus padres u otros adultos. Las agresiones continuaron durante unos cinco minutos; Leigh se levantó cuando pararon y se alejó tambaleándose antes de coger una botella de cerveza vacía y lanzarla contra el grupo de chicos, sin acertar. Guy Wilson volvió a lanzarle una botella de cerveza cuando se marchaba, que le golpeó en la pierna o no le dio, según el relato de diferentes testigos.
El grupo de chicos la siguió hasta el interior de la discoteca, abarrotada de gente, donde buscó refugio, y continuaron agresiones similares. Leigh fue vista saliendo de la discoteca y caminando hacia la playa sobre las 22:30 horas. El padrastro de Leigh llegó a la fiesta para recogerla unos veinte minutos más tarde (22:50 horas). Él y varios de los asistentes a la fiesta buscaron a la joven, sin conseguirlo. Tras repetidos intentos de búsqueda, la madre y el padrastro de Leigh decidieron esperar a que regresara a casa, suponiendo que se había ido a pasar la noche a casa de una amiga. Su padrastro reanudó la búsqueda a la mañana siguiente, ayudado por varios jóvenes de la fiesta. Finalmente, el cuerpo de la joven fue encontrado en las dunas de arena, a unos 90 metros al norte del club de surf. La invitación de Leigh para asistir a la fiesta aún estaba en su bolsillo.
Leigh fue encontrada desnuda excepto por los calcetines y los zapatos, con las bragas y los pantalones cortos alrededor del tobillo derecho. Estaba boca arriba con las piernas abiertas. Su sujetador, con el gancho de sujeción doblado, estaba cerca, al igual que su camisa y su jersey, entrelazados, del revés y manchados de licor. Los arbustos salados cercanos habían sido aplastados. Según el informe forense de la policía, se encontró junto a ella una roca manchada de sangre que pesaba 5,6 kg, y se hallaron manchas de sangre a una distancia de 2,8 metros de su cuerpo.

### Post mortem

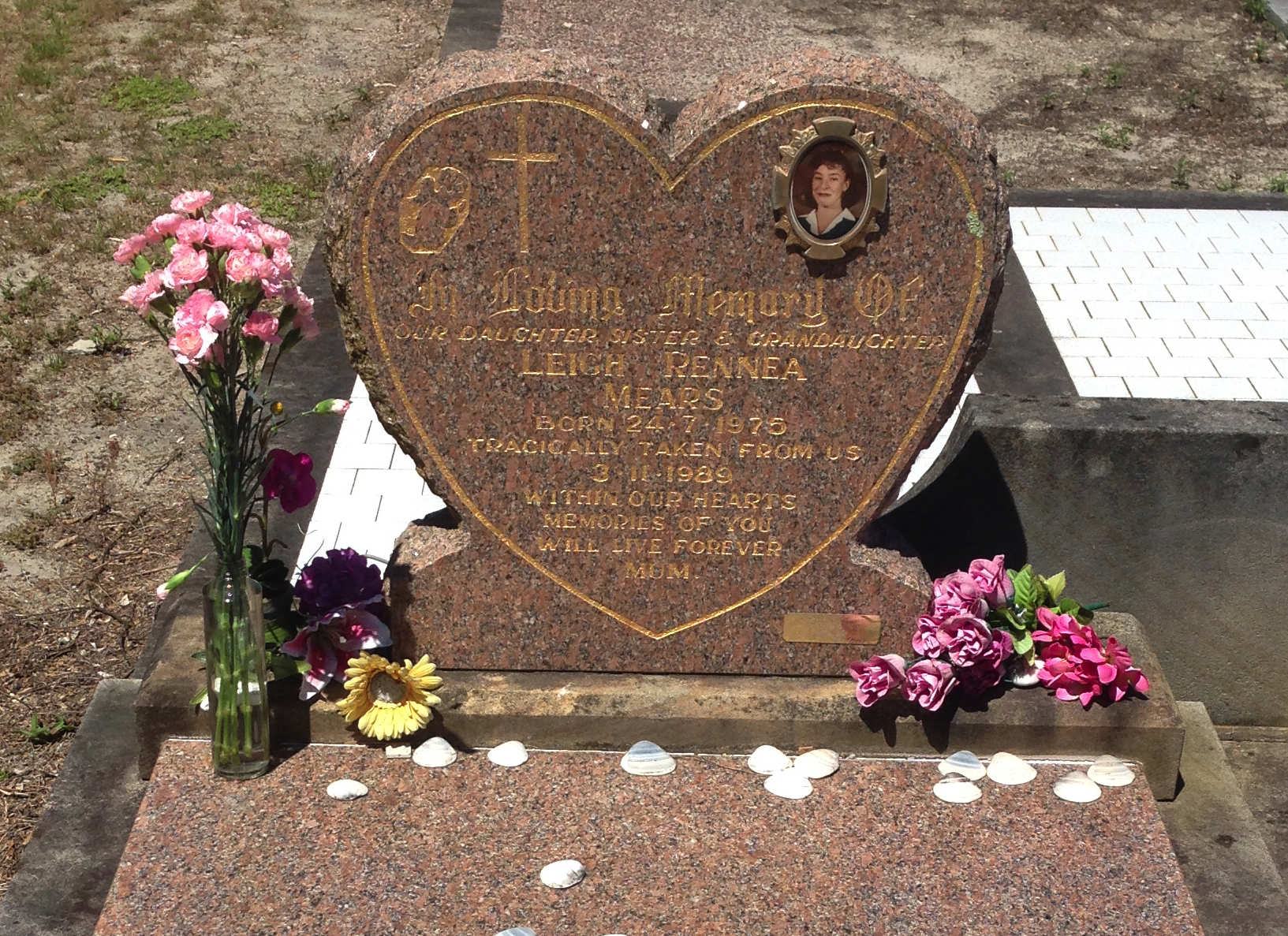
La tumba de Leigh en el Cementerio General de Stockton.

El informe de la autopsia determinó que la causa de la muerte de Leigh fue una fractura de cráneo y lesiones cerebrales. Había sido golpeada con gran fuerza varias veces, incluidas al menos tres veces en la cabeza. El informe también determinó que Leigh tenía hemorragias por asfixia y múltiples lesiones en mandíbula, costillas, hígado y el riñón derecho. Presentaba lesiones por presión en la yema de los dedos del cuello, lo que indicaba que había sido asfixiada antes de morir, aunque ésta no fue la causa de la muerte. La tasa de alcoholemia de Leigh era de 0,128, un nivel que, según la Universidad de Notre Dame, habría causado "un deterioro significativo de la coordinación motora y pérdida del buen juicio". No había duda de que Leigh había sido violentamente agredida sexualmente antes de ser asesinada, y las pruebas indicaban que antes de la noche de su asesinato no había tenido relaciones sexuales. Presentaba hematomas profundos en la pared izquierda de la vagina, hematomas extensos en el himen y dos desgarros, uno de 20 milímetros, en la vulva. Un análisis de la autopsia realizado por el doctor Johan Duflou, subdirector del Instituto de Medicina Forense de Nueva Gales del Sur, declaró que era probable que un objeto inflexible, posiblemente una botella de cerveza, hubiera causado la mayoría de sus lesiones genitales. No se encontró semen en su cuerpo.

## Investigación
La investigación del asesinato fue asignada al sargento detective Lance Chaffey,, con el que trabajaron cerca de una veintena de inspectores, aunque la brigada se redujo a menos de diez miembros varias semanas después. El periodista especializado en sucesos criminales Mark Riley escribió que la policía estaba llevando a cabo el "exhaustivo proceso" de cotejar las historias de varias docenas de adolescentes; el 5 de noviembre la policía había entrevistado a unos 40 adolescentes, afirmando que esperaban entrevistar a unos 20 más. Los tres sospechosos que surgieron al principio de la investigación fueron Matthew Webster, Guy Wilson y "NC1". En las entrevistas del 5 de noviembre, "NC1" admitió haber mantenido relaciones sexuales con Leigh, pero dijo que habían sido consentidas. Wilson negó inicialmente haber cometido ningún delito, aunque en una entrevista posterior admitió haber empujado a la joven, escupido, tirar cerveza encima y después arrojarle la botella vacía.
Webster admitió el hecho de verterle cerveza, pero negó haberla agredido sexualmente o haberla matado. En un principio dijo que había ido a un pub después de la fiesta; en una entrevista posterior cambió su versión y relató que se había ido a dar un paseo. Webster también declaró que dos chicas de 14 años se habían acercado a él y a "NC1" en la fiesta para pedirles "hachís", y que los dos habían obtenido una pequeña bolsa de resina y la habían cambiado con las chicas por 20 dólares. Se tomaron muestras de sangre de dos sospechosos; The Newcastle Herald informó de que probablemente era la primera vez que se utilizaban pruebas de ADN en una investigación de asesinato en Hunter Valley. También se tomaron muestras de ropa de varios sospechosos.
En su libro Who Killed Leigh Leigh?, la criminóloga y autora Kerry Carrington describió la investigación como "alimentada por sospechas mutuas y por rumores y contrarrumores". Las personas que asistieron a la fiesta se quejaron de vivir con el miedo de ser el próximo asesino rumoreado; Matthew Webster, Jason Robertson y otros dos chicos aparecieron en la portada de The Newcastle Herald el 8 de noviembre con tales quejas. Durante un tiempo el rumor más popular fue que Leigh había sido asesinada por su padrastro, y que éste había mantenido relaciones sexuales con ella durante meses. En noviembre de 1990 el detective Chaffey dijo al periodista Mark Riley que la policía había oído este rumor tantas veces que consideraban a Shearman sospechoso.
El artículo de Riley afirmaba que la comunidad de Stockton albergó sospechas sobre Shearman hasta que Webster fue acusado de asesinato. El 16 de noviembre, Webster se declaró culpable de agredir a Leigh y de suministrar resina de cannabis a un menor. Fue puesto en libertad bajo fianza, estando prevista su sentencia para el 21 de febrero de 1990. El 19 de enero Wilson se declaró culpable de agredir a Leigh; fue puesto en libertad bajo fianza a la espera de la sentencia. El 28 de enero, después de que cuatro chicos se burlaran de él en relación con el asesinato, Webster agredió a uno de ellos. El 31 de enero, Brad Shearman se acercó a Guy Wilson en público y le propinó tres puñetazos en la cabeza después de que Wilson supuestamente le dijera que iba a matar a la hermana pequeña de Leigh. Shearman fue acusado y se declaró culpable de agresión.
Mientras estaba en libertad bajo fianza, el 16 de febrero de 1990, durante su tercer interrogatorio con la policía, Webster admitió haber matado a Leigh. En la transcripción de la entrevista, Webster negó inicialmente haber matado a Leigh, y luego, «sin que se le hiciera otra pregunta», declaró: «Bueno, lo hice. Pero no puedo creer... lo que pasó. Es increíble". Webster declaró a continuación que vio a Leigh mientras buscaba su alijo de cervezas. Según Webster, caminaron juntos hasta las salinas, donde él le quitó la ropa y le metió un dedo en la vagina. Webster declaró que perdió los estribos cuando Leigh le rechazó y que la estranguló durante un rato antes de matarla con una piedra, diciendo específicamente que mató a Leigh porque "pensó que se chivaría por intentar violarla". Tras pasar el fin de semana en un calabozo policial, Webster compareció ante el tribunal el 19 de febrero, donde se le denegó la libertad bajo fianza. El 21 de marzo, mientras estaba detenido, Webster fue condenado y multado con 250 dólares por conducta ofensiva en la agresión del 28 de enero. El 17 de julio, Shearman recibió una fianza de 12 meses por buena conducta por la agresión del 31 de enero; el juez no dictó sentencia condenatoria, teniendo en cuenta que había sido provocado para atacar a Wilson.

## Prisión
"NC1" fue el primero en ser condenado, el 28 de febrero de 1990, tras declararse culpable de mantener relaciones sexuales con una persona menor de la edad de consentimiento. Se le impusieron seis meses de custodia en un centro de detención, la máxima condena posible para un joven acusado de ese delito. Kerry Carrington y Andrew Johnson, en la revista The Australian Feminist Law Journal, afirmaron que era probable que los fiscales no acusaran a "NC1" de violación, ya que una condena por tal cargo habría sido improbable debido a la falta de pruebas; las quejas de Leigh sobre el incidente según los testigos eran de oídas y, por tanto, inadmisibles ante el tribunal.
El 11 de mayo, la sentencia fue reducida en apelación a 100 horas de servicio comunitario. Al reducir la sentencia, el juez declaró que las pruebas le obligaban a concluir que las relaciones sexuales habían sido consentidas, y que era mejor que "NC1" hiciera algo positivo para la comunidad en lugar de que posiblemente siguiera extraviado bajo custodia. Varias fuentes afirman que el juez llegó a la conclusión de que las relaciones sexuales habían sido consentidas debido a la forma inadecuada en que se presentaron las pruebas ante el tribunal. El 19 de marzo de 1990, Wilson fue condenado a seis meses de prisión por agredir a Leigh.
Inicialmente se presentaron cargos contra Webster por agresión sexual, aunque cuando el caso llegó a juicio se habían retirado sin explicación pública. Hillary Byrne-Armstrong, escribiendo nuevamente en The Australian Feminist Law Journal, afirmó que era probable que a Webster se le ofreciera un acuerdo de culpabilidad por el que se retirarían los cargos menores a cambio de su declaración de culpabilidad por asesinato. Webster se declaró culpable del asesinato de Leigh el 24 de octubre de 1990. La declaración de culpabilidad supuso que no se citara a ningún testigo para el juicio; en su lugar, el detective Chaffey leyó una lista de hechos al tribunal.
El juez James Roland Wood condenó a Webster a un mínimo de 14 años de prisión, con seis años adicionales durante los cuales podría optar a la libertad condicional, diciendo que una cadena perpetua era inapropiada en vista del potencial de Webster para rehabilitarse. Wood consideró que la motivación de Webster para matar a Leigh fue su miedo a que ella denunciara su agresión sexual. Cinco ciudadanos de Stockton se ofrecieron voluntarios para dar pruebas de carácter en su juicio, describiendo al adolescente de 120 kg como un tranquilo "gigante gentil" de buena familia. Otros expresaron su asombro ante esta descripción de Webster, a quien también se conocía como "el gordo Matt, el matón de Stockton". Webster cumplió su condena en el centro penitenciario de Parklea.
Aunque reconoce que los acuerdos de culpabilidad como el que probablemente se ofreció a Webster son habituales y ayudan a evitar juicios caros y largos, Byrne-Armstrong declaró que aceptar la confesión de Webster ayudó a crear la ficción legal de que incuestionablemente actuó solo tanto en la agresión sexual como en el asesinato de Leigh. El nivel real de violencia sexual que sufrió Leigh fue, en consecuencia, "casi borrado" de la sentencia, y parecía que al juez Wood sólo se le había dado la información limitada del informe post mortem que habría corroborado la confesión de Webster.
Webster fue la primera persona de Nueva Gales del Sur condenada en virtud de la legislación sobre la "verdad en las sentencias", lo que significaba que no podía ser puesto en libertad bajo ninguna circunstancia antes del final de su período de no libertad condicional de 14 años; bajo la legislación anterior una persona de la edad de Webster probablemente habría sido puesta en libertad después de sólo nueve años. Webster apeló la duración de su pena de prisión ante el Tribunal de Apelación Penal de Nueva Gales del Sur, donde los jueces Gleeson, Lee y Allen desestimaron su apelación en julio de 1992. En su opinión, el delito era "tan grave que nada menos que una sentencia muy severa estaría de acuerdo con el sentido moral general de la comunidad".
La primera solicitud de libertad condicional de Webster, en febrero de 2004, fue denegada porque aún no había iniciado un programa de reinserción laboral. Tras completar unos meses de este programa, Webster fue puesto en libertad condicional el 10 de junio de 2004, tras cumplir 14 años y medio de condena. Las condiciones de su libertad condicional especificaban que sólo se le permitiría visitar Newcastle o Stockton con permiso de su agente de libertad condicional. La libertad condicional de Webster se debatió en el Parlamento de Nueva Gales del Sur, y el ministro John Hatzistergos respondió a las preguntas y llegó a la conclusión de que la opción de supervisar la reintegración de Webster en la sociedad era mejor que la alternativa de liberarlo sin supervisión al final de su condena. Tras su puesta en libertad, la familia de Leigh declaró que no albergaba «malos pensamientos» hacia Webster y le deseó lo mejor en el "restablecimiento de su vida". La libertad condicional de Webster fue revocada en noviembre de 2004, tras ser detenido por agresión; se declaró inocente, alegando defensa propia y fue puesto en libertad en mayo de 2005, tras retirarse los cargos por falta de pruebas.

## Cobertura mediática
La muerte de Leigh recibió una amplia y continuada cobertura en los medios de comunicación de Sídney y Newcastle, posiblemente debido a la fascinación por su nombre reduplicado. Entre 1989 y 1994, The Newcastle Herald publicó al menos 39 artículos sobre Leigh, 23 de ellos en portada. Al menos diez artículos sobre el caso se publicaron en The Sydney Morning Herald durante el mismo periodo. Tanto la amplia cobertura mediática como las obras de teatro y películas que inspiró el asesinato han llevado a que se le denomine "crimen de famosos", y a que se hiciera referencia a Leigh como una "víctima famosa". En 1996, el psicólogo Roger Peters atribuyó la fascinación de los medios de comunicación al sentimiento de comunidad de Stockton y al hecho de que los crímenes fueran cometidos por personas no consideradas delincuentes típicos: "Creo que una de las cosas principales es que la gente puede identificarse con las personas implicadas. Si hubiera sido un delincuente de fuera el que la hubiera acosado y asesinado, creo que se habría olvidado hace tiempo".
Varias fuentes consideraron que la cobertura mediática previa a la detención de Webster se centró en buscar culpables distintos de su asesino. Tras la detención, los medios siguieron buscando cualquier organismo externo que pudiera haber sido responsable del suceso. Desde el principio, los informes de los medios destacaron la falta de supervisión parental en la fiesta, y al sentenciar a Webster, el juez Wood hizo comentarios criticando la falta de supervisión parental. Los investigadores Jonathan Morrow y Mehera San Roque en la Sydney Law Review escribieron que los comentarios de Wood "bien podrían haber sido citados de los propios periódicos que cubrían el crimen"; sus comentarios, a su vez, tuvieron una gran repercusión en los medios de comunicación. La sentencia de Webster también recibió una considerable cobertura mediática, posiblemente debido a su edad y a la duración de su condena, así como a la curiosidad por los recién establecidos principios de "veracidad en la sentencia". Su recurso sobre la duración de la condena recibió una cobertura similar.
Según las observaciones de Kerry Carrington y Andrew Johnson, las referencias de los medios de comunicación a que Leigh había sido agredida sexualmente «desaparecieron casi por completo» en menos de un año, al igual que las referencias a que había sido agredida por el grupo de chicos. Afirmaron que el hecho de que "NC1" no fuera acusado de violar a Leigh había creado la ficción legal de que sus relaciones sexuales con ella habían sido consentidas. La "suposición insostenible" de que Leigh consintió las relaciones sexuales fue el punto de inflexión para que se la culpara de su propia agresión y asesinato alegando que, como supuestamente era sexualmente promiscua, Leigh de alguna manera "había pedido [la agresión]". Además de la promiscuidad sexual y la falta de supervisión de los padres, Carrington afirma que la atención de los medios de comunicación también se centró en la presencia de drogas y alcohol en la fiesta; Morrow y San Roque atribuyen a que la atención de los medios de comunicación a estos factores desvió la atención de los abusos que Leigh sufrió antes de morir; El epíteto "puta" en un informe psicológico previo al juicio también se convirtió en tema de atención para los medios de comunicación:

Webster atacó a Leigh, no tanto porque no le dejara tener sexo con ella, sino porque se convirtió en la prueba viviente de que incluso una zorra, propiedad del clan, pensaba que no era lo suficientemente buena para tener sexo con ella.
Fragmento del informe psicológico sobre Matthew Webster.

Carrington acusó a los medios de comunicación de pasar completamente por alto que el informe no exponía las opiniones del psiquiatra, sino que era la interpretación que éste hacía de los sentimientos de Webster. También consideró que la amplia cobertura del caso por parte de Mark Riley, que en un momento dado describió como "voyeurismo periodístico" como el caso más profundo de desplazamiento de la culpa de los agresores a la propia Leigh. Se consideró que uno de los artículos de Riley en particular sugería que las discusiones de Leigh con su madre sobre sexo y el aspecto y desarrollo físico de Leigh habían contribuido a su asesinato. Morrow y San Roque también criticaron el artículo de Riley, afirmando que «casaba de forma inquietante... la culpa de los padres con la noción bien documentada de que la propia víctima de violación es presumiblemente culpable de su ataque". Varios escritores, entre ellos Eva Cox y Adele Horin, rechazaron el concepto de que Leigh fuera en modo alguno responsable de su agresión sexual y asesinato. Múltiples fuentes han considerado que la cobertura mediática del asesinato forma parte de una cultura más amplia de culpabilización de las víctimas.

## Críticas a la policía
La policía fue criticada por su gestión de la investigación, La policía tardó más de tres meses en presentar cargos contra Webster, a pesar de que en un plazo de diez días habían determinado que había mentido sobre su paradero, que había manifestado públicamente su intención de violar a Leigh y que había tenido la oportunidad de cometer el delito. 
También se criticó el número relativamente escaso de condenas. A pesar de que varias personas admitieron ante la policía haber agredido físicamente a Leigh en la fiesta, sólo Wilson fue acusado de agresión, y el adulto que admitió haberle suministrado alcohol antes de la fiesta nunca fue acusado. "NC1" admitió haber mantenido relaciones sexuales con otra menor de edad en la fiesta, aunque no fue acusado de ese delito. Con la excepción de los cargos contra Webster, que fueron retirados sin explicación alguna, nunca se acusó a nadie de violar o agredir sexualmente a Leigh, a pesar de la presencia de pruebas forenses gráficas de lesiones genitales. Durante un reportaje en Radio National, la madre de Leigh dijo que cuando preguntó al detective Chaffey por qué no se acusaba a otros, éste le preguntó si sabía "cuánto cuesta llevar una investigación".

### Pruebas forenses
La policía tomó muestras de sangre y ropa de los sospechosos, incluida la camisa que Wilson llevaba la noche del asesinato, que él admitió que tenía una mancha de sangre, pero no se sabe si se realizaron pruebas de ADN. Kerry Carrington especuló con la posibilidad de que los informes sobre el envío de pruebas para su análisis fueran una invención para obtener una confesión. La abuela de Leigh contó a Carrington que llamó a Scotland Yard para preguntar por los resultados, ya que un detective del caso había informado a la familia de Leigh de que era allí donde se había enviado la ropa de los sospechosos. Scotland Yard informó de que no habían recibido nada de Australia para pruebas forenses en el período de tiempo pertinente.
El único registro de pruebas forenses que se ha descubierto es el acuse de recibo por parte de un biólogo forense de la recepción de cuatro artículos para su análisis el 6 de noviembre de 1989: tres prendas de vestir de Leigh y la roca manchada de sangre encontrada cerca de su cuerpo. Sin embargo, el acuse de recibo indica que no se enviaron otros objetos para su análisis. Según Carrington, cuatro años después de la investigación, un detective implicado en el caso le dijo que no se había analizado ninguna de las muestras tomadas a los sospechosos. Las muestras tomadas a Webster no se utilizaron en su procesamiento. El profesor Harry Boettcher, científico forense, dijo que si la policía no analizaba las muestras sería una "negligencia profesional, indefendible". En 2009, un abogado que actuó en nombre de la familia de Leigh declaró que, dados los avances en la tecnología de las pruebas de ADN, había llegado el momento de reexaminar las pruebas.

### Posibilidad de cómplices
Varios factores han llevado a especular con la posibilidad de que Webster no estuviera solo cuando mató a Leigh. Según la transcripción de la confesión de Webster, nunca se le preguntó si había actuado solo. Carrington acusó a la policía de aceptar la confesión de Webster al pie de la letra, ignorando tanto las pruebas forenses como las de los testigos. Sus investigaciones pusieron de relieve varias discrepancias en la confesión de Webster y en las pruebas forenses. Por ejemplo, Webster declaró en su confesión que había estrangulado a Leigh con la mano izquierda mientras estaba arrodillado junto a ella, aunque, según el informe de la autopsia, los hematomas del cuello de Leigh eran compatibles con haber sido estrangulada con la mano derecha.
Carrington también cuestionó la declaración de Webster de que caminó por calles iluminadas hasta el otro lado de la península de Stockton para lavarse las manos manchadas de sangre, cuando podría habérselas lavado en total oscuridad en la playa, a menos de 100 metros de distancia. También puso en duda su afirmación de que tenía sangre en las manos pero no en la ropa, a pesar de que Leigh había recibido un golpe tan fuerte que la sangre salpicó 2,8 metros en un sentido y 1,3 metros en el otro. Webster declaró que fue a la playa con Leigh, aunque según los informes policiales cuatro testigos dijeron que ella fue a la playa sola; dos testigos declararon que vieron a Webster y Wilson salir juntos del club de surf.
Ni "NC1" ni Wilson tenían una coartada fiable sobre su paradero en el momento del asesinato; Wilson dijo a la policía que estaba solo en la playa cuando Leigh pasó junto a él al salir del club, minutos antes de ser asesinada. La declaración de Webster de que sólo penetró a Leigh con el dedo ha sido considerada por diversas fuentes como incoherente con los hallazgos de la autopsia de traumatismo genital, y el trauma también es inconsistente con el relato de "NC1" de que su sexo con ella fue consentido. Al revisar la autopsia, Boettcher dijo que los numerosos golpes que mataron a Leigh vinieron de múltiples direcciones, y probablemente fueron infligidos con diferentes objetos, indicando la posibilidad de más de un perpetrador.
Carrington y Johnson especularon que Leigh fue agredida por el grupo de chicos después de volver de la playa, como castigo por quejarse de haber sido violada, y fue asesinada por Webster y otros dos porque tenían miedo de que lo contara a otras personas. Se negaron a nombrar específicamente a los otros dos sospechosos por temor a repercusiones legales, aunque aclararon que uno había agredido sexualmente a Leigh al principio de la noche, y el otro probablemente la agredió sexualmente con una botella de cerveza antes de morir, como castigo por negarse públicamente a mantener relaciones sexuales con él, Webster habló con los medios de comunicación sobre el asesinato por primera vez en 1997, e insistió en que actuó solo al matar a Leigh.

## Hechos posteriores
Después de que le dijeran que no se iba a acusar a nadie de la agresión sexual de Leigh, en 1990 la madre de ésta inició una campaña para que se volviera a investigar oficialmente el caso. En agosto de 1994, Kerry Carrington envió un documento de 1 000 palabras y 300 páginas de pruebas a la Comisión Real del Servicio de Policía de Nueva Gales del Sur, en el que pedía que se investigara el caso. La comisión estaba presidida por el juez James Roland Wood, aunque un representante de la comisión declaró que la implicación de Wood en el juicio de Webster no afectaría al resultado de ninguna investigación. En diciembre de 1994, un representante de la comisión dijo que, tras considerarlo detenidamente, no investigarían el asunto.
En mayo de 1993, en un caso de indemnización a las víctimas se había concedido a la madre y a la hermana de Leigh un total combinado de 29 214 dólares. Se presentó un recurso, ayudado por la investigación de Carrington, contra el pago original de indemnización a las víctimas. En mayo de 1995, en una decisión legal histórica, el juez Joseph Moore aprobó la apelación, concediendo a la madre y a la hermana de Leigh una indemnización adicional de 134 048 dólares. Moore dijo que las pruebas indicaban que Leigh rechazó las insinuaciones sexuales de "NC1", y que "su relación sexual con ella fue sin su consentimiento". También reconoció que quienquiera que agrediera sexualmente a Leigh nunca había sido llevado ante la justicia, y la falta de condenas por agresión, nombrando específicamente a Jason Robertson y a otros tres chicos como los que la agredieron además de Webster y Wilson. La madre de Leigh abandonó sus esfuerzos para que se reabriera el caso en 1997, alegando "agotamiento y supervivencia".

### Comisión del Crimen de Nueva Gales del Sur
En octubre de 1996, el ministro de Policía Paul Whelan anunció en el Parlamento de Nueva Gales del Sur que el asesinato sería revisado por la Comisión del Crimen de Nueva Gales del Sur. Reconociendo que nunca se había acusado a nadie de la agresión sexual a Leigh, Whelan declaró que la próxima revisión era "nuestra única oportunidad de corregir los terribles errores que se produjeron la noche en que Leigh murió".
En marzo de 1998, la Comisión del Crimen hizo públicas sus conclusiones, en las que afirmaba que los delitos que dieron lugar a condenas se produjeron sustancialmente de la forma descrita a los tribunales, que no se presentarían más cargos, ya que Webster había actuado solo tanto en el asesinato como en la agresión que lo precedió inmediatamente, y que la policía no había actuado de forma inadecuada en su decisión de no acusar a otras personas. Sin embargo, criticó algunos procedimientos y prácticas policiales. La revisión no comentó las discrepancias entre la confesión de Webster y las pruebas forenses, y no aclaró si las pruebas forenses se enviaron en algún momento para su análisis. Un representante de la Comisión se negó a comentar si alguna vez se analizó la camisa manchada de sangre de Wilson.
Un dictamen pericial obtenido por la Comisión escribió que era "probable que [Webster] tuviera un comportamiento sexual que degradó a Leigh y que nunca admitirá porque le da vergüenza y pudor", y el doctor Johan Duflou dijo que era improbable que un dedo o un pene hubieran causado los graves daños genitales de Leigh. Hillary Byrne-Armstrong declaró que estas opiniones de expertos, que contradecían la confesión de Webster, planteaban dudas sobre cómo la Comisión llegó a la conclusión de que la agresión sexual de Leigh se produjo de la forma en que había confesado, también planteaban dudas sobre varias de las demás conclusiones de la comisión. La Comisión del Crimen publicó uno de sus dos informes sobre el asunto; su segundo informe no publicado fue entregado a la Comisión de Integridad Policial (PIC) para su investigación.

### Comisión de Integridad Policial
Veintiséis personas, principalmente agentes de policía, fueron interrogadas en 1998 en el marco de la posterior investigación de la CFP. También fueron interrogados varios testigos del partido, así como Webster, Wilson y "NC1". En la investigación se denunció que la policía había agredido a cuatro personas durante los interrogatorios: Webster, Wilson, "NC1" y otro sospechoso anónimo conocido como "NC5", un pariente de Webster que tenía 17 años en el momento del asesinato. Tras admitir en la investigación que había matado a Leigh e insistir en que lo había hecho solo, Webster declaró que la policía le dio puñetazos y patadas en repetidas ocasiones cuando se negó a confesar su asesinato.
Según Scott Tucker en The Newcastle Herald, también se acusó a la policía de amenazar con violencia, falsificar informes y ocultar pruebas. Asuntos Internos registró la taquilla de uno de los agentes investigados y descubrió varios expedientes sobre el asesinato que antes figuraban como desaparecidos. Carrington también fue citada a declarar, aunque no se le informó del motivo; su libro Who Killed Leigh Leigh?, en el que criticaba a la policía por su gestión de la investigación, se había publicado a principios de ese año. Carrington fue interrogada durante tres días, más que cualquiera de los policías interrogados, en lo que Hillary Byrne-Armstrong describió como "una inquisición sobre casi todas las palabras que había dicho [o] escrito" en relación con el asesinato de Leigh. Byrne-Armstrong acusó a la CFP de citar a Carrington con el único propósito de atacar su credibilidad en asuntos que no tenían intención de investigar, y para desacreditar a alguien que había atraído una considerable atención mediática por criticar a la policía.
En octubre de 2000, el CFP publicó su informe, en el que se recomendaba el despido del sargento Chaffey por "grave negligencia" en el cumplimiento de su deber, y se recomendaba también la presentación de cargos penales contra otros cinco agentes de investigación. En la revisión se afirmaba que Webster fue detenido falsamente, ya que la policía lo arrestó con el propósito de interrogarlo, algo para lo que no tenían potestad, y que probablemente fue agredido por la policía mientras estaba bajo custodia. La policía recibió más críticas después de que se descubriera que habían interrogado a "NC1" sin ponerse en contacto con sus padres, y que no lo interrogaron sobre el asesinato de Leigh, sino sólo sobre sus relaciones sexuales con ella. Tras la revisión, Chaffey se retiró «un poco antes de lo que pretendía», pero rechazó las conclusiones de la revisión, afirmando que estaba orgulloso de la actuación de su equipo. En octubre de 2001, el director de la Fiscalía se negó a presentar cargos penales contra ninguno de los agentes, alegando que habían sufrido daños emocionales y que sus carreras ya habían quedado destruidas. El caso, que fue descrito en PM como "una de las investigaciones más largas sobre la conducta policial en Nueva Gales del Sur", provocó cambios en la Policía de Nueva Gales del Sur, incluida la reforma de los procedimientos de mantenimiento de registros.